# Théophile Finet
Théophile Joseph Finet (Couillet, 17 oktober 1837 - Courrière, 18 juli 1910 was een Belgisch senator.

## Levensloop
Finet was zoon van de dagloner François Finet (overleden in 1844) en van Henriette Parent. Hij trouwde met Catherine Charles en ze hadden een dochter, Marie-Camille Finet (1877-1958), die trouwde met baron Léon de Lhoneux (1869-1949). 
Hij werd ingenieur (1859), financier en industrieel, na studies in Parijs: aan het Collège Chaptal, het Collège Sainte-Barbe en de École centrale des Arts et Manufactures.
Hij bouwde spoorlijnen in de Balkanstaten, in Turkije en in Syrië. Met graaf en ingenieur Philippe Vitali (1830-1909), getrouwd met zijn zus Marie-Hortense Finet (1836), stichtte hij de Régie générale de Chemins de fer et de Travaux publics, met zetel in Parijs.
In 1900 richtte hij in 1900 in Jambes bij Namen ateliers op waar bruggen en metalen structuren werden gebouwd. Hiermee rustte hij onder meer de spoorlijnen uit van Soma naar Panderma, van Smyrna naar Cassaba, van Beiroet naar Tripoli en van Damascus naar Hamas. Met zijn ondernemingen voerde hij belangrijke werken uit in de haven van Beiroet en leverde hij bruggen en metalen structuren overal in de wereld: Frankrijk, Nederland, Italië, Argentinië, Brazilië, Costa-Rica, Porto Rico, El Salvador, Zuid-Afrika, Belgisch-Congo, Egypte, China enz. 
Zijn fabrieken besloegen meer dan twee en een halve ha en bleven na de dood van de stichter verder werken onder de naam Ateliers de construction de Jambes-Namur. Ze bouwden de grote expositiehallen voor de tentoonstellingen van Brussel (1910, 1935) en van Luik (1939). In de ateliers werd de wagonduwer Locopulseur Pulso uitgevonden en geproduceerd, werd meegebouwd aan het Atomium in Brussel en aan de viaducten van onder meer Beez en Dinant.
Daarnaast was hij bestuurder van onder meer:
- Canal de Blaton à Ath et de la Dendre canalisée,
- Hauts-Fourneaux, forges et Aciéries de Thy-le-Château,
- Maatschappij van Belgische Buurtspoorwegen (voorzitter).

Hij werd ook een actief medewerker aan heel wat kranten: Journal de Charleroi, La Réforme (Brussel), L'Ardennais en Le Ralliement (Brussel).
Na van 1882 tot 1887 gemeenteraadslid voor Brussel te zijn geweest, werd hij in 1889 verkozen tot liberaal senator voor het arrondissement Aarlen-Virton en bleef dit mandaat vervullen tot aan zijn dood.
Hij was de mecenas die de bouw mogelijk maakte van een parochiekerk in Haut-Bois, een wijk van Haltinne. Hij en zijn vrouw liggen er begraven.

## Publicaties
- De l'exploitation des canaux et des voies navigables, Brussel, 1879.
- La question industrielle (sidérurgique), Brussel, 1881.
- Mémoire sur le développement des relations commerciales de la Belgique, Brussel, 1879.
- Six ans à l'hôtel de ville de Bruxelles. Les finances communales, Brussel, 1888.
- Le régime financier de la Belgique. Nécessité d'un budget du domaine collectif, Brussel, 1894.
- Les tramways bruxellois, Brussel, 1898.
- Tramways bruxellois. La convention scélérate, Brussel, 1899.